# Asterix
För andra betydelser, se Asterix (olika betydelser).
Asterix (originaltitel: Astérix, ursprungligen Astérix le Gaulois) är en fransk tecknad serie skapad 1959 av René Goscinny och Albert Uderzo. Huvudpersoner i serien är de två gallerna Asterix och Obelix.
Serien utspelar sig i romarriket och handlar om en nordgallisk by i det galliska kriget, som med hjälp av en magisk dryck som ger dem övernaturlig styrka står emot den romerska övermakten.

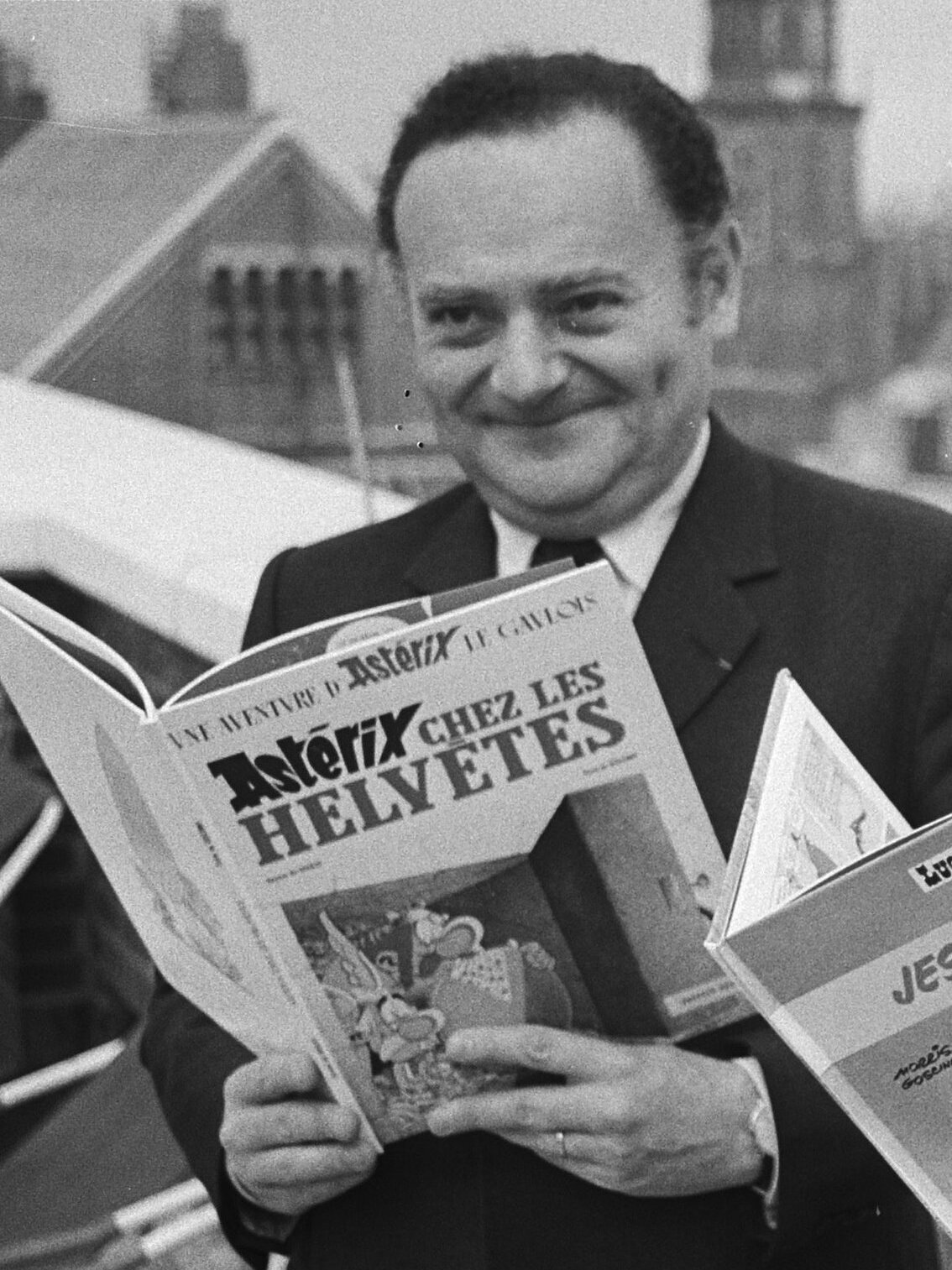
René Goscinny skapade historierna till de första 24 Asterix-albumen (fotografi från 1971).

## Översikt
Serien debuterade i det första numret av den franska serietidningen Pilote 1959 och har sedan dess givits ut i 34 reguljära seriealbum samt ett specialalbum. Serien var från början ett nära samarbete mellan manusförfattaren René Goscinny och Albert Uderzo, men efter Goscinnys död 1977 har Uderzo fortsatt på egen hand. 2013 kom Asterix hos pikterna, det första albumet producerat utan vare sig Goscinny eller Uderzo, men med stöd av Uderzo.
Tanken var att göra en tecknad serie som på en gång hyllade hemlandet Frankrike och samtidigt var underhållande. Serien är därför fylld av farsartade sekvenser, satiriska teckningar, och ordvitsar (till exempel är namnet Asterix en lek med det latinska ordet asterisk, det vill säga "liten stjärna" – "*"). Men i bakgrunden beskrivs det vardagliga livet i det romerska riket, strukturen i den romerska armén och olika historiska händelser. Redan i den andra rutan i det första albumet nämns till exempel den verklige galliske hövdingen Vercingetorix.
Asterix äventyr blev snabbt storsäljare, och inom kort blev det till och med populärt att försöka få bli intecknad i serien. Bland de som figurerat i serien är Dupondtarna från Tintin och The Beatles samt otaliga franska politiker och sportkändisar.

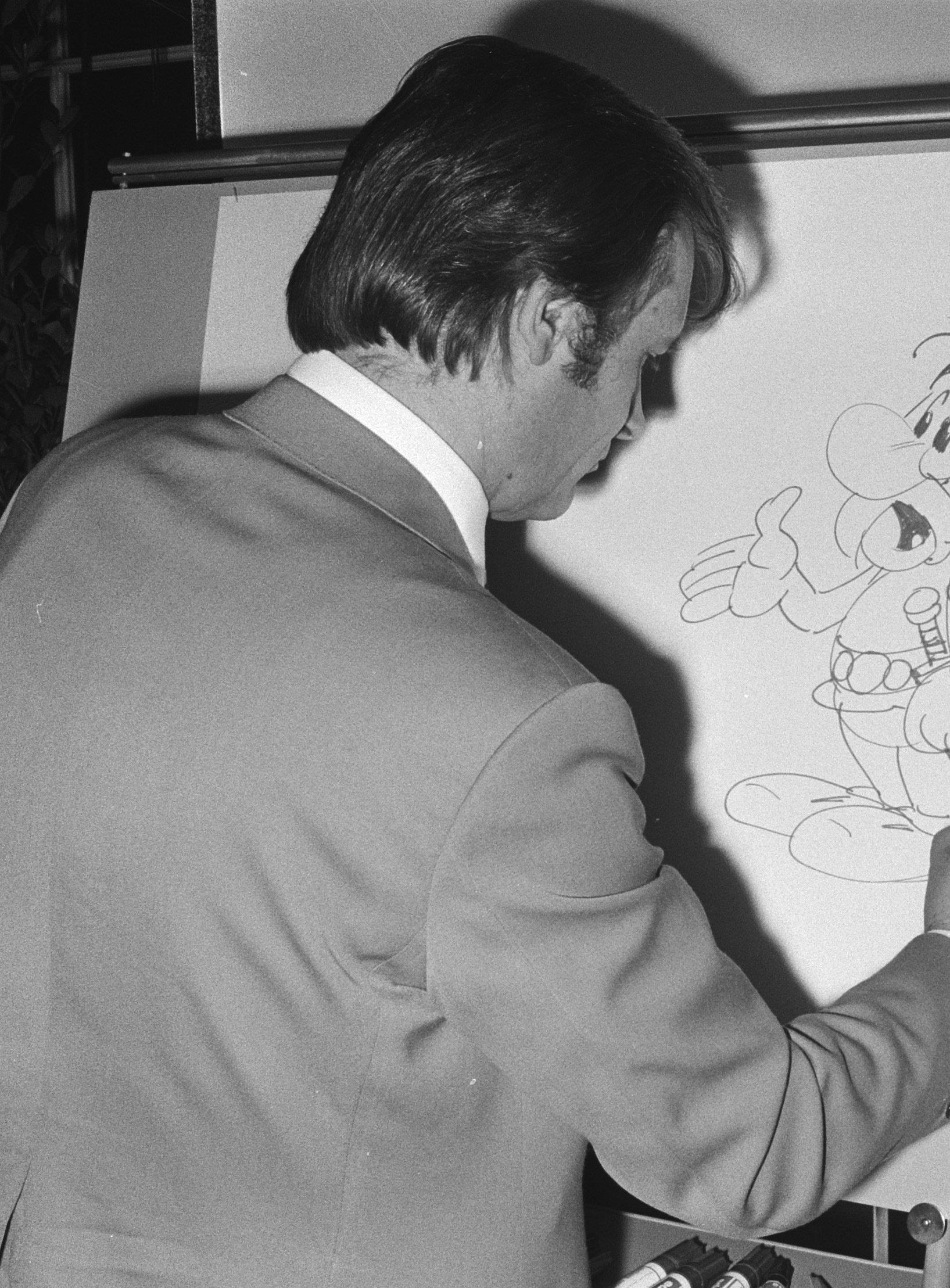
Albert Uderzo tecknade Asterix från starten 1959 fram till 2009.

## Handling och miljö
Albumen om Asterix utspelar sig omkring 50 f.Kr. och brukar börja i den fridfulla lilla namnlösa by i norra Gallien där Asterix och hans vänner bor. Trots att byn ligger inkilad mellan fyra romerska läger – Babaorum, Aquarium, Laudanum och Lillbonum – har den inte blivit, mer än tillfälligt, intagen av romarna. Hemligheten är druiden Miraculix trolldryck (en magisk styrkedryck) som gör att alla som dricker den temporärt blir övermänskligt starka. Detta gör att romarnas försök att besätta byn ständigt slås ned, oavsett hur stora trupper Julius Caesar sänder.
Livet i byn består mestadels av vänskap, vildsvinsjakt och smågnabb mellan fiskhandlaren och smeden. Dessutom återkommer trubadurens ideliga försök att få gehör för sina (o)musikaliska uppträdanden.
Friden i byn brukar dock inte bli långvarig. Dels dyker det ständigt upp nya befälhavare i de fyra romerska lägren, befälhavare som vill göra sig ett namn genom att kuva de okuvliga gallerna. Dels besöks byn av olika människor från andra delar av världen (egyptier, goter, spanjorer, korsikaner, utomjordingar med mera) med uppdrag till den listige krigaren Asterix och hans vän Obelix. Den sistnämnde är för övrigt, genom att han ramlade i grytan med trolldryck när han var liten, permanent övermänskligt stark.
Under uppdragen möter de två vännerna (och Obelix hund, Idefix) ofta stereotypa företrädare för de områden som de besöker. Detta inkluderar de hårdföra vikingarna och de kolugna britterna, men framför allt de olycksdrabbade piraterna (i tidiga översättningar benämnda som sjörövare) som alltid lyckas komma i vägen för Asterix och Obelix och återkommande får de sitt skepp sänkt.
Praktiskt taget alla äventyr slutar med att invånarna i den lilla byn håller en stor, nattlig fest för att fira det senaste äventyrets lyckliga slut. Oftast – men inte alltid – blir Troubadix bunden och försedd med munkavle inför festen, så att han inte ska störa glädjen med sin falsksång. Vanligtvis är det bara männen i byn som deltar i festligheterna.

### Regelbundna resor
Asterixalbumens innehåll utspelas antingen ute på resa (i eller utanför romerska riket) eller på närmare håll. I de 31 första albumen skedde växlingen mellan reseskildring eller ej mycket regelbundet och närmast från ett album till ett annat. Bland dessa album utspelas de med udda löpnummer i eller kring den galliska byn, alternativt på annan ort i Gallien. Albumen med jämna nummer utspelas då mer eller mindre långt från byn och nästan alltid utanför själva Gallien.
Initiativen till resan i de "jämna albumen" kommer från olika håll. I ett antal album är Julius Caesar involverad i handlingen, antingen som romersk erövrare eller statschef som får besök av uppstudsiga galler. Caesar är dock del av handlingen även i många av de "reslösa" historierna, ofta som igångsättare av en ny (och ständigt lika ineffektiv) metod att försöka kuva den galliska byn.

### De romerska lägren
Fyra romerska härläger omger den galliska byn i en halvcirkel, där de utsätter byn för en mer eller mindre framgångsrik belägring. Dessa är från väster till öster: Aquarium (jämför akvarium), Babaorum (jämför franskans baba au rhum), Laudanum och Lillbonum (franska: Petibonum; jämför petit bonhomme, 'liten gubbe'). Av någon anledning har det romerska lägret Laudanum blivit kraftigt diskriminerat i handlingarna och medverkar bara i tre album, varav två där handlingen utspelar sig tillsammans med de tre andra lägren. När det gäller de andra lägren är antalet medverkan jämnare fördelat.
- Aquarium medverkar i Asterix och tvedräkten (originalalbum #15), Gudarnas hemvist (#17), Asterix & Son (#27), Rosen och svärdet (#29) samt Obelix på galejan (#30).
- Babaorum medverkar i Tvekampen (#7), Asterix och skatten (#13), Asterix i Spanien (#14), Asterix och tvedräkten (#15), Asterix på Korsika (#20), Obelix & Co (#23) samt Asterix & Son (#27).
- Laudanum medverkar i Asterix och tvedräkten (#15), Asterix i Belgien (#24) samt Asterix & Son (#27).
- Lillbonum medverkar i Asterix och hans tappra galler (#1), Gallien runt (#5), Asterix som gladiator (#10), Asterix och tvedräkten (#15), Asterix och spåmannen (#19), Asterix på irrvägar (#26) samt Asterix & Son (#27).

### Skadade
Under de många striderna med romare och andra folkslag har en stor grupp figurer skadats och avbildats som skadade i albumen. En grupp läkare gick systematiskt igenom de 34 Asterix-albumen för att undersöka hur många traumatiska hjärnskador som avbildats där – de undersökte det hela genom att undersöka de avbildade skadorna och sedan utvärdera hur svåra dessa var genom att titta på Glasgow coma scale (GCS). Forskarna fann 704 fall av drabbade figurer, av vilka samtliga var vuxna och 99,1 procent av dem var män. Av dessa hade hela 98,8 procent blivit skadade genom trubbigt våld och de återstående 1,1 procenten hade skadats genom strypning (98 procent av dem hade skadats då de överfallits). Cirka 50 procent av de skadade hade fått ett allvarligt trauma, även om ingen avlidit av skadorna. Av de skadade var 63,9 procent romare. Forskarna fann det svårt att förklara det faktum att samtliga av de skadade överlevde.

### Stående uttryck och citat
- ”De är inte kloka, de där romarna.” (Franska: Ils sont fous, ces romains, latin: Delirant isti romani). Detta är Obelix' stående kommentar till romarnas ”påhitt”, som han även kommenterar de flesta andra folkslag Asterix och Obelix stöter på, exempelvis korsikaner och indianer (i Asterix på Korsika, respektive i Resan över Atlanten). I Asterix och skatten uttalar Obelix "Romarna är inte kloka!" på en teaterscen.

#### Citat
Ett stort mått av latinska ordspråk och citat förekommer i olika sammanhang i berättelserna. Dessa uttalas i serien av bland annat romare och vissa sjörövare. Citaten kan härröra från dåtida romerska gestalter eller vara uttalanden från senare tid.
Nedan listas ett antal av de mer förekommande latinska citaten:
- Alea iacta est – ”Tärningen är kastad”, yttrat av en romersk soldat, då de klätt ut en av de sina till tillfångatagen galler, och efter Asterix och Obelix tror sig befriat honom från romarna.
- Morituri te salutant! – ”Vi som skall dö, hälsar dig”, som gladiatorerna förutsätts säga till kejsaren då de kommer in på arenan. Yttras ironiskt av en romersk soldat, då han konfronteras av en mycket mindre soldat, vilken dock honom ovetande fått av styrketrolldrycken.
- O tempora, o mores – ”O tider, o seder”.
- Vade retro! – ”Vik hädan!” Yttrat av en romersk vakt som råkar ut för Asterix och Obelix.
- Vae victis – ”Ve de besegrade!” Yttrat av en romersk soldat, som hänger på en gren efter att Asterix har ”passerat”.
- Veni, vidi, vici – ”Jag kom, jag såg, jag segrade”; den romerska prefekten (i Rosen och svärdet) fantiserar att han ska säga detta till Cæsar då denne frågar Quid novi, fili? – ”Vad nytt, min gosse?” Hans förväntningar kommer dock på skam.
- Quod erat demonstrandum – ”Vilket skulle bevisas”; den romerska adjutanten Filurius (i Tvekampen) menar att det fortfarande finns tid att tillfångata Miraculix.
- Dulce et decorum est pro patria mori! – ”Det är ljuvt och passande att dö för fäderneslandet!”; den romerske soldaten och blivande spionen Plusominus då det hettar till på riktigt i Tvekampen.

## Figurer

### Huvudfigurer

#### Asterix
Asterix är seriens huvudperson och hjälte. Han är bland de kortaste i den lilla galliska byn, men blir stark av trolldrycken som Miraculix tillreder. Asterix är blond och har som alla andra (manliga) galler mustascher samt en hjälm med stora vingar på. Han bär ett svart linne, röda byxor och i bältet ett mindre svärd (som han dock bara har använt omkring en eller två gånger). Han är väldigt klipsk, vilket är hans största tillgång då trolldrycken inte finns till hands.

#### Obelix
Obelix är Asterix bäste vän och seriens andra huvudperson. Han är extremt välväxt, inte lika intelligent som Asterix och bär på längden blåvit-randiga byxor för att inte framstå som tjock. Han har rött hår, med två stora flätor som hänger vid ansiktet och mustasch. Obelix arbetar som bautastensleverantör och använder sin styrka framför sin intelligens, men är ändå välmenande. Obelix är konstant stark sedan han föll i grytan med trolldryck som barn, något som gjort att det skulle vara farligt för honom att dricka mer trolldryck, till hans förtret eftersom han är väldigt förtjust i både mat och dryck. Hans favoriträtt är grillade, nyfångade vildsvin, som han kan äta många av och gärna fångar själv. Han är annars en trogen husse åt sin hund, Idefix.

#### Idefix
Idefix är Obelix lilla vita hund, som är en mycket trogen följeslagare. Han gillar träd och blir lika upprörd varje gång ett träd fälls eller blir skadat, vilket Obelix lätt gör av misstag. Vad Idefix är för sorts ras är okänt.

#### Miraculix
Miraculix är den gamle finurlige druid som är vän med Asterix och som tillreder grytan med trolldryck som krävs för att Asterix och de andra i byn ska bli starka och oövervinnerliga för romarna, med undantag av Obelix som Miraculix inte låter smaka av grytan, sedan han föll i den som barn. Miraculix är vithårig och har långt skägg och en vit druiddräkt med en röd mantel. Hans viktigaste redskap är guldskäran som han samlar mistlar med (mistlar är en av de viktigaste ingredienserna i trolldrycken). Förutom trolldrycken kan Miraculix koka ihop andra magiska drycker.

### Övriga "fasta" figurer
- Majestix är hövding i den lilla byn där Asterix bor och även god vän till Asterix. Som alla galler uppskattar han god mat, gärna som hans fru Bonemine tillreder.
- Bonemine (med smeknamnet Mina) är Majestix fru och lagar god mat och är ofta intresserad av det senaste från Lutetia (Paris).
- Crabbofix (fr. Ordralfabétix) säljer fisk tillsammans med sin fru. Det uppstår ofta konflikter med smeden Smidefix och de andra i byn huruvida hans fiskar verkligen är färska, vilket lätt eskalerar till storskaliga slagsmål.
- Senilix är en gammal, men märkligt viril man, som är gift med en betydligt yngre kvinna.
- Smidefix är smed i den lilla byn. Han är Troubadix störste icke-beundrare, och det är oftast han som ser till att skalden förhindras att utföra sitt kall. Annars råkar han ofta i gräl med fiskhandlaren Crabbofix.
- Troubadix är byns skald som till sin egen förtjusning komponerar "musik", vars framförande ingen annan i den lilla byn uppskattar. För det mesta bakbinds Troubadix och förses med munkavle inför de byfester som ofta avslutar de äventyr Asterix varit med om. Men så länge han inte sjunger så är han omtyckt av alla.
- Julius Caesar spelar också en viktig roll i de tecknade serierna om Asterix. I denna serie har Rom ockuperat hela Gallien, utom just den lilla by som Asterix och Obelix bor i, vilket retar Caesar till vansinne.

### Gästande figurer
Den uppmärksamme läsaren hittar också verkliga eller fiktiva personer insmugna i berättelserna, särskilt rik på sådana är Asterix i Belgien där man kan se den berömde cyklisten Eddy Merckx liksom detektiverna som är kända i Tintins äventyr, Dupondtarna. I Asterix i Spanien dyker Don Quijote upp. Men även i andra album förekommer kopplingar till andra seriealbum. Ett exempel är i Tvekampen från 1966. På en bild ser man ett nöjesfält. Tittar man noga kan man se barntidningen Gallius Ancus & CO = Kalle Anka. Pilotex ger ut Gallius Ancus. Tidningen som då gav ut Asterix heter Pilote. Ett av djuren de visar upp är från en helt annan tecknare: Franquin som tecknade Spirou där Marsupilami förekommer.
Många av de verkliga figurerna är franska politiker, TV-personligheter eller skådespelare vilka kanske inte alltid är så kända i Sverige. Ett exempel är från Gallien runt från 1965: Allt i scenerna från hamnkrogen i Massilia påminner om filmkomedierna: Marius (1931) Fanny (1932) och Cesar (1936) skapade av Marcel Pagnol. Notera namnet på krogägaren, Cesar. Skådespelarna är Paul Dullac, Fernand Charpin och Robert Vattier. Krogvärden påminner om Jules Muraire Raimu. Dessa skådespelare var mycket populära på 1930-talet och spelade ofta i Marseille. Pagnol har sagt: ”Nu är mina verk odödliga. Det har citerats i Asterix!”.
Sean Connery gör en spionroll vid namn Nollnollsix i Asterix på irrvägar och i det antika London (Asterix och britterna) finner vi fyra barder misstänkt lika medlemmarna i The Beatles. Sigmund Freud är med i Tvekampen som Amnesix. Mussoli som Bonus Optimus i samma album. Känd för att skrika och peka.

#### Självporträtt av skaparna
Uderzo har flera gånger ritat in sig själv och manusförfattaren som statister eller bifigurer i albumen. Det första exemplet finns i album 12, "Asterix på olympiaden". På en stenrelief ser vi Uderzo till höger och Goscinny till vänster, deras namn skrivna med grekiska bokstäver. Goscinny kallar Uderzo för "despot" och Uderzo kallar Goscinny för "tyrann", med en tjur i mitten som symbol för den skapande livskraften. Notera hyllningen till det första alfabetet i Europa, det grekiska, genom att skriva den svenska texten som greker pratar med det gamla alfabetet.
I "Asterix och skatten" finns en bild från en cirkus där Uderzo och Goscinny sitter på främsta raden och konverserar med de andra åskådarna. I "Obelix och Co." finns en bild där två legionärer bär en stor, full legionär som svingar med en vinflaska. Dessa legionärer är Uderzo och Goscinny, och den fulla legionären är Pierre Tchernia, en god vän och producent av flera Asterix-filmer.
Slutligen, i "Asterix på irrvägar", leder Goscinny, med en palmkvist i handen - en symbol för odödlighet och i den judiska traditionen för en rättskaffens människa - sina skapelser Asterix, Obelix och Idéfix till Döda Havet. När han sedan tar farväl av dem med orden "Jag måste lämna er här", kan det ses som en sista hälsning från Uderzo till en man som skrivit seriehistoria med sitt livsverk. Att Goscinny avbildas som jude är helt korrekt, eftersom han hade polsk-ryska judiska rötter.

### Händelser i världen
Nutidens händelser återspeglas ofta i Asterix-handlingarna. I Gallien runt är den resvägen Asterix föreslår nästan identisk med nutida Tour de France. I Asterix på olympiaden skojas det med dopingkontroller. Samma år albumet kommer ut införs dopingkontroller i Olympiska spelen. I Asterix i Spanien avbildas en Druidparad. Denna är hämtad från verklighetens "stilla veckan"-paraden i många delar av Spanien.
I Det stora bygrälet visas en stad som är delat genom ett dike, rakt genom hus och åkrar, vilket speglar de absurda konsekvenserna av Berlinmurens gång. I samma album introduceras även en skum figur vid namn Unkelfix, en tydlig referens till Ulbricht, den ansvarige för Berlinmurens uppförande. Det skedde 1962, året innan Asterix och goterna publicerades 1963. Här parodierar Goscinny de aggressiva germanerna, vilket syftar på tyskarna. På en sida beskrivs det som en 'makaber krönika...' där germaner slår varandra i huvudet med klubbor i krig efter krig efter krig. Notera den sista meningen: 'och kriget fortsätter...' Rent stilistiskt skiljer sig denna sida från de vanliga sidorna i Asterix. Under perioden mellan de fransk-tyska krigen och första världskriget hade de franska tidningarna Les Belles Images och La Jeunesse illustree en avsiktligt propagandistisk funktion. Man skämtade ofta om sin militaristiska granne, vilket Uderzo återskapar i detta avsnitt. Så även sättet man ritade och uppställde serierutorna på". På avslutningsbilden i Det stora bygrälet som publiceras 1980 säger Majestix till Miraculix: "Den där historien med et stora diket mitt i byn verkar ju helt otrolig!" varpå Miraculix svarar: "Ja det är ju så absurt att framtida generationer kommer att skaka på huvudet". Bara 9 år senare faller muren!
I Asterix i Belgien möts Asterix och Obelix av en familj som bjuder dem på mat. Under besöket observerar Obelix en grönsak – brysselkål. Kvinnan i familjen visar stolt upp ett handarbete, känt som Brysselspets, medan deras son, som springer runt och behöver kissa, kallas för Manneken. Det är en humoristisk referens till den berömda skulpturen i Bryssel, "Manneken Pis", skapad av Hieronymus Duquesnoy år 1619. Statyn, som betyder "Liten man som kissar" på brysselmål, är placerad vid korsningen mellan Rue de l'Étuve/Stoofstraat och Rue du Chêne/Eikstraat. Ingenstans nämns orten Bryssel.
"Goudurix och Troubadix, karaktärer i Asterix och vikingarna, används av författarna för att rikta sin satiriska blick mot tidsandan under mitten av 1960-talet. Genom dessa figurer gestaltar de generationskrockar, konflikten mellan auktoritära och antiauktoritära metoder, samt den framväxande beat- och popmusiken samt flower-power-rörelsen. Dessa teman återspeglas tydligt i olika scener, såsom när Troubadix, lastad med säckpipa, lyra och keltisk krigstrumpet, ger sig iväg till Olympix i Lutetia. Detta är uppenbart en referens till Olympia i det moderna Paris, där bland andra både Beatles och Rolling Stones började sina karriärer på fransk mark under åren 1964/65. Publikens masshysteri, som ibland ledde till kravaller, ger Goudurix anledning att uppmuntra Troubadix. Albumets avslutande ord, 'Yeah! - Yeah (she Loves you…)', fångar tidsandan på ett målande sätt."
I Asterix och Belgien utkämpas en slutstrid mellan Romarna och de lokala stammarna. Flera sidor är på vers: "Gallerna ur skogen rusade. Alla Roms hopp blev grusade, Åhåhå det är krig på gång, kvickt iväg. Rena katastrofen o Caesar vi måste fly. Jag vet! Ge besked åt gardet. Och stenarna föll som grova hagel över romarnas hjälm och hästens tagel och mången härdad legionär till marken föll som moget bär. Ett rop spred sig i Caesars trupp: Nu får ni faktiskt sluta upp! Ni måste ge er! Gardet dör men ger sig inte!! Allt fler från slagfältet försvann och ropade som en man: Rädda sig den som kan! Rädda sig den som kan!" Detta är fritt efter Victor Hugos dikt: Waterloo. Den franske generalen Pierre Cambronne (1770-1842) lär ha vägrat att kapitulera i slaget vid Waterloo med orden: "Gardet dör men ger sig inte!" I franska utgåvan av Asterix, tackas Victor Hugo och Pieter Bruegel för inspirationen.
Det finns en lång rad Waterloo anspelningar i albumet. En bild visar Romarnas förflyttningar i fyrkantsformationer. Wellingtons soldater använde just fyrkantsformationer i sina angrepp på Napoleon. En bild på detta finns på Wikipedias sida om slaget. Bildtexten lyder: "De franska kyrassiärerna anfaller de brittiska fyrkantsformationerna". I slutet av albumet serverar Nicotina, en karikatyr på den belgiska sångerskan Annie Cordy, hövdingen soppa. Varpå han säger: ”Watermeloon soppa på Watermeloon! Det var dystert!” Notera stavelsen med två oo som i Waterloo.
I albumet "Asterix på irrvägar", som utkom 1981, lyckas Obelix i slutet av historien spilla ut olja i havet. Detta är en direkt anspelning på den ödesdigra olyckan i mars 1978 då oljetankern Amoco Cadiz gick på grund utanför Bretagnes kust, vilket orsakade en omfattande miljökatastrof. Sälen, som ligger i vattnet helt indränkt i olja, säger: ”Åh nej! Ni tänker väl ändå inte börja redan?!”
Albumet har många bibliska kopplingar. Asterix och Obelix övernattar i ett stall. Obelix frågar: "Vad heter staden?" "Betlehem." De försöker lägga till i Tyros med båt, men hamninloppet är blockerat. Under Pompejus Magnus' fälttåg mot piraterna i Medelhavet år 67 f.Kr. spärrade romarna Tyros hamn, vilket var en av deras strategier för att förhindra piraterna från att använda hamnar som baser. Asterix är historiskt informativ och noga med att använda rätt namn på gudar. När de flyr från Betlehem säger den grekiska guiden: ”Vid Jahve!” och använder därmed judarnas namn på Gud, ett namn som fortfarande används men uttalas olika i olika delar av världen.

### Kända konstverk i Asterix
Få känner till att Uderzo lite då och då lade in kända konstverk i Asterix. I Asterix drar i fält går sjörövarna ner med sitt fartyg och räddas på en flotte. Detta är en parodi på 1800-talsmålningen Medusas flotte. I Asterix på olympiaden förekommer en staty av Athena. Samma staty finns på British Museum. I Caesars lagerkrans finns en sekvens där en slavhandlare har slavar till salu. Den grekiska slaven står i olika poser. Dessa är alla statyer på olika museer. Tänkaren, Laokoongruppen och Diskuskastaren på British Museum och originalet på Museo Nazionale Romano i Rom. På sista bilden säger grekiska slaven: "Skadade exemplar ska hålla tyst"; detta är en hänsyftning på att statyn på British museum har huvudet felvänd efter en restaurering.
I Asterix och spåmannen förekommer en bild där spåmannen opererar på en fisk. Detta är en parodi på Rembrandts Doktor Nicolaes Tulps anatomilektion från 1632. I Resan över Atlanten förekommer en bild på deras båt ute på havet intill en jättevåg. Detta är en spegelvänd kopia på Under vågen utanför Kanagawa av den japanska konstnären Katsushika Hokusai.
I Asterix i Belgien hittar man två konstverk. Den inledande scenen när de sitter vid ett långbord är misstänkt likt Leonardo da Vincis bild Nattvarden Den andra bilden i det albumet är avslutningsfesten. Där finns en bild som är en direkt avbildning av Pieter Brueghel den äldres Bondbröllop. I Det stora bygrälet förekommer en bild där hövdingen poserar och säger: "byn - det är jag", en anspelning på den berömda frasen "L'état c'est moi" (staten det är jag) som tillskrivs den franske kungen Ludvig XIV. Bilden är en drift med Hyacinthe Rigauds Porträtt av Ludvig XIV i kröningsdräkt.

### Film- och bokanspelningar
I Asterix finns en lång rad anspelningar på filmer. En del kända en del okända. Ett exempel är från Gallien runt, allt i scenerna från hamnkrogen i Massilia påminner om filmkomedierna Marius (1931), Fanny (1932) och Cesar (1936) skapade av Marcel Pagnol. Notera namnet på krogägaren, Cesar. Skådespelarna är Paul Dulac, Fernand Charpin och Robert Vattier. Krogvärden påminner om Jules Muraire Raimu. Dessa skådespelare var mycket populära på 1930-talet och spelade ofta i Marseille. Pagnol har sagt: ”Nu är mina verk odödliga. De har citerats i Asterix!”
1963, två år innan Asterix och Kleopatra kommer ut, har storfilmen Cleopatra med Elizabeth Taylor och Richard Burton premiär. Original framsidan på Asterix och Kleopatra från 1965 är en plankning av filmaffischen. Likheten är slående… Svenska Asterix albumet får dock först denna framsida 1999 i samband med en nyutgivning. I filmen kommer Kleopatra på en gigantisk vagn. Dragen av slavar. Samma i albumet.
1970 kommer Asterix i Alperna. I albumet förekommer en bild på en orgie. Notera namnet på den som anordnar festen: Fellinus. Året innan, 1969 släpte filmregissören Fellini filmen: Satyricon. Det är rätt uppenbart var Uderzo får sin inspiration…
Walt Disney gör ett gästspel i "Det stora bygrälet". Det finns tydliga referenser till sagor genom karaktärerna Vysselina och Seriella, som påminner om den "goda fen" och Askungen i Walt Disneys version av sagan. I "Obelix på galajen" finns en scen där en flygande tjur och en ko undervisar sina fyra kalvar att flyga, medan den svarta kalven kämpar och har svårt att hänga med. Denna sekvens är en direkt hommage till Walt Disneys "Fantasia" från 1940, där en flygande hingst och ett sto lär sina fyra föl att flyga, med den svarta fölet som ständigt släpar efter och kämpar med flygandet.
I Asterix på irrvägar porträtteras den välkände franske skådespelaren Jean Gabin som Pontus Pilatus, en roll han tidigare gestaltade i filmen "Golgatha". I samma album återfinns en romersk senator som bär likheter med Louis de Funès. Hans replik, "En fluga i soppan", kan syfta på den populära franska komedifilmen med Louis de Funès i huvudrollen. Den filmen, som utkom 1976, behandlar konflikten mellan livsmedelsindustrin och den franska gourmetkulturen – ett tema som dyker upp fem år före albumets publicering.
Kirk Douglas spelar Spartakus i storfilmen. I albumet Obelix på galajen avbildas han som Spartakis. I förordet till albumet står: "Tillägnad mitt barnbarn Thomas och den stora skådespelaren Kirk Douglas.
I Asterix och Latraviata finns en scen där Asterix ger en statyett av Caesar till en skådespelerska. Caesar säger: "Ge en Ceasar till en skådespelarska? det är ju absurt!" César du cinéma är ett franskt filmpris. Gavs första gången 1976 till Romy Schneider. Skådespelerskan påminner mycket om Romy Schneider (Latraviata är en opera av Giuseppe Verdi).
I Jonathan Swifts roman "Gullivers resor" beskrivs två fiktiva länder som hamnar i krig på grund av hur de äter sina ägg. Det ena landet, Lilliput, föredrar att äta sina ägg från den spetsiga änden, medan det andra landet, Blefuscu, föredrar att äta sina ägg från den runda änden. Denna absurda konflikt fungerar som en satirisk kommentar om hur småsinta och triviala orsaker kan eskalera till stora konflikter. I Asterix och Stora bygrälet krymper Romarna till pyttesmå storlekar, likt lilleputtar. Här illustreras småaktigheten genom att det ena landet har ränder på sina byxor i tvärriktning medan det andra landet har ränder i längdriktning. Efter att de har funnit en lösning på sina meningsskiljaktigheter, symboliseras deras försoning genom att bära rutiga byxor.
I Asterix på irrvägar finns en James Bond-liknande figur. Vid ett tillfälle får han ett meddelande som förstör sig själv efter att ha blivit läst. Detta koncept är dock inte hämtat från den brittiska James Bond-serien utan från den konkurrerande amerikanska Mission Impossible.
Sjörövarserien "Barbe Rouge" tecknades av Jean-Michel Charlier och Viktor Hubinon och publicerades i tidningen Pilote, samma tidning där Asterix först publicerades. Denna serie gavs aldrig ut på svenska. Sjörövarna i Asterix är en kärleksfull hyllningsparodi på "Barbe Rouge". Rödskägg, Baba afrikanen och Treben, som strör latinska citat omkring sig, är alla karaktärer som återfinns i "Barbe Rouge".

### Seriealbum
De utgivna albumen listas nedan i kronologisk ordning efter ursprungspublicering. Inom parentes anges utgivningsår i respektive land. Tabellen kan också sorteras efter svensk utgivning (klicka på trianglarna vid rubrikerna).
Fyra manusförfattare har varit inblandade i produktionen av serien – René Goscinny för album 1–24, Albert Uderzo för album 25–34, Jean-Yves Ferri för album 35–39 och Fabrice Caro (Fabcaro[källa behövs]) för album 40. Detta markeras med fetstil på albumnumren 1, 25, 35 och 40 ii tabellen. Albumen 1–34 har teckningar av Uderzo, medan album 35–40 är tecknade av Didier Conrad.
| Nr | Originaltitel                         | Nr | Svensk titel                                             | Främsta spelplats                       | Romerskt läger (listan ej komplett) |
| -- | ------------------------------------- | -- | -------------------------------------------------------- | --------------------------------------- | ----------------------------------- |
| 1  | Astérix le Gaulois (1961)             | 1  | Asterix och hans tappra galler (1970)                    | I och kring gallernas by                | Lillbonum                           |
| 2  | La Serpe d'or (1962)                  | 10 | Asterix och guldskäran (1973)                            | Lutetia                                 |                                     |
| 3  | Astérix et les Goths (1963)           | 9  | Asterix och goterna (1973)                               | Norra Gallien, goternas rike            |                                     |
| 4  | Astérix gladiateur (1964)             | 11 | Asterix som gladiator (1973)                             | Rom                                     |                                     |
| 5  | Le Tour de Gaule d'Astérix (1965)     | 12 | Gallien runt (1973)                                      | Gallien                                 | Lillbonum                           |
| 6  | Astérix et Cleopatre (1965)           | 2  | Asterix och Kleopatra (1970)                             | Egypten                                 |                                     |
| 7  | Le Combat des chefs (1966)            | 4  | Tvekampen (1971)                                         | Aremorica                               | Babaorum                            |
| 8  | Astérix chez les Bretons (1966)       | 5  | Asterix och britterna (1971)                             | Britannien                              |                                     |
| 9  | Astérix et les Normands (1967)        | 3  | Asterix och vikingarna (1970)                            | I och kring gallernas by                |                                     |
| 10 | Astérix Legionnaire (1967)            | 6  | Asterix drar i fält (1971)                               | Condate, Massilia, Africa               | Lillbonum                           |
|    |                                       |    |                                                          |                                         |                                     |
| 11 | Le Bouclier arverne (1968)            | 7  | Romarnas skräck (1971)                                   | Auvergne                                |                                     |
| 12 | Astérix aux jeux olympiques (1968)    | 8  | Asterix på olympiaden (1972)                             | Grekland                                |                                     |
| 13 | Astérix et le chaudron (1969)         | 13 | Asterix och skatten (1974)                               | I och kring gallernas by                | Babaorum                            |
| 14 | Astérix en Hispanie (1969)            | 14 | Asterix i Spanien (1974)                                 | Hispania                                | Babaorum                            |
| 15 | La Zizanie (1970)                     | 15 | Asterix och tvedräkten (1975)                            | I och kring gallernas by                | Aq, Ba, La, Li                      |
| 16 | Astérix chex les Helvêtes (1970)      | 16 | Asterix i Alperna (1975)                                 | Helvetia                                |                                     |
| 17 | Le Domaine des dieux (1971)           | 17 | Gudarnas hemvist (1975)                                  | I och kring gallernas by                | Aquarium                            |
| 18 | Les Lauriers de César (1972)          | 18 | Caesars lagerkrans (1976)                                | Rom                                     |                                     |
| 19 | Le Devin (1972)                       | 19 | Asterix och spåmannen (1976)                             | I och kring gallernas by                | Lillbonum                           |
| 20 | Astérix en Corse (1973)               | 20 | Asterix på Korsika (1977)                                | Korsika                                 | Babaorum                            |
|    |                                       |    |                                                          |                                         |                                     |
| 21 | Le Cadeau de César (1974)             | 21 | Caesars gåva (1977)                                      | I och kring gallernas by                | Laudanum                            |
| 22 | La Grande traversée (1975)            | 22 | Resan över Atlanten (1977)                               | Nordamerika, vikingarnas land           |                                     |
| 23 | Obelix et compagnie (1976)            | 23 | Obelix & Co (1978)                                       | I och kring gallernas by                | Babaorum                            |
| 24 | Astérix chez les Belges (1979)        | 24 | Asterix i Belgien (1979)                                 | Gallia Belgica                          | Laudanum                            |
| 25 | Le Grand fossé (1980)                 | 25 | Det stora bygrälet (1980)                                | I och kring en annan gallisk by         |                                     |
| 26 | L'Odyssée d'Astérix (1981)            | 26 | Asterix på irrvägar (1981)                               | Mellersta östern                        | Lillbonum                           |
| 27 | Le Fils d'Astérix (1983)              | 27 | Asterix & Son (1983)                                     | I och kring gallernas by                | Aq, Ba, La, Li                      |
| 28 | Astérix chez Rahàzade (1987)          | 28 | Asterix i Indien (1987)                                  | Indien                                  |                                     |
| 29 | La Rose et le glaive (1991)           | 29 | Rosen och svärdet (1991)                                 | I och kring gallernas by                | Aquarium                            |
| 30 | La Galère d'Obélix (1996)             | 30 | Obelix på galejan (1996)                                 | Aremorica, Atlantis                     | Aquarium                            |
|    |                                       |    |                                                          |                                         |                                     |
| 31 | Astérix et Latraviata (2001)          | 31 | Asterix och Latraviata (2001)                            | I och kring gallernas by                |                                     |
| 32 | Astérix et la rentrée gauloise (2003) | 32 | Åter till Gallien (2006)                                 | Olika (småhistorier)                    |                                     |
| 33 | Le Ciel lui tombe sur la tête (2005)  | 33 | Himlen faller ner över hans huvud (2006)                 | I och kring gallernas by                | Lillbonum                           |
| 34 | Asterix – Livre d'or (2009)           | 34 | Asterix och Obelix födelsedag – Den gyllene boken (2009) | I och kring gallernas by                |                                     |
| 35 | Astérix chez les Pictes (2013)        | 35 | Asterix hos pikterna (2013)                              | Kaledonien (benämnt som pikternas rike) |                                     |
| 36 | Le Papyrus de César (2015)            | 36 | Caesars papyrus (2015)                                   | Gallernas by, centrala Gallien          |                                     |
| 37 | Astérix et la Transitalique (2017)    | 37 | Asterix och det stora loppet (2017)                      | Italien                                 |                                     |
| 38 | La Fille de Vercingétorix (2019)      | 38 | Vercingetorix dotter (2019)                              | I och kring gallernas by                |                                     |
| 39 | Astérix et le Griffon (2021)          | 39 | Asterix och gripen (2021)                                |                                         |                                     |
| 40 | Asterix L'Iris Blanc (2023)           | 40 | Den vita irisen (2023)                                   | I gallernas by                          |                                     |

Det 35:e albumet gavs ut (hösten) 2013, med en ny tecknare. På svenska fick det titeln Asterix hos pikterna.

#### Förlag och översättningar
I Frankrike gav förlaget Dargaud ut alla äventyren i album, fram till nummer 24 (1979). Album 25 var det första som gavs ut på det egna förlaget Éditions Albert René, som Albert Uderzo grundade 1979, två år efter René Goscinnys död. Därefter skedde också (ett kortvarigt) förlagsbyte, eftersom just album 25 på svenska kom ut på Bonniers Juniorförlag. Från och med album 26 skötte Hemmets Journals Förlag (senare Serieförlaget/Egmont Serieförlaget) åter den svenska utgivningen.
Det finns två olika översättningar av album 1–6, 8–9 och 12. Albumen 3–4 översattes ursprungligen av Björn Ragnarsson åren 1970–1971, albumen 5, 7–9 och 12 av Ingrid Emond 1971–1973 och Emond nyöversatte eller reviderade sedan översättningarna av albumen 1–6, 8–9 och 12 1979–1982. Detta gjordes i samband med Hemmets Journals nyutgåvor av alla tidiga album (1979–89, album 1–25), där den maskinsatta textningen byttes ut mot en handtextad variant. I originalutgåvorna anges Emond som översättare först från album 8 (medan albumen 1–2 och 5–7 inte har någon översättare alls angiven), i nyutgåvorna anges Emond ha gjort nya översättningar av de första 8 albumen och översättningar (inte nya) av albumen 9–25. Den ursprungliga översättningen av album 5 återutges dock i samlingsalbumet "Tvekampen ; Asterix och britterna ; Asterix och vikingarna" 2001 (volym 3 av "Asterix - den kompletta samlingen), där Emond anges som översättare. Den "nya" översättningen av album 7 ("Asterix, romarnas skräck") är identisk med den ursprungliga ("Asterix & Obelix, romarnas skräck"), medan översättningarna i nyutgåvorna av albumen 8–9 och 12 har reviderats. Ändringarna i Emonds övriga översättningar av albumen tycks vara försumbara.
De olika översättningarna under framför allt 1970-talet innebär att namngivning av vissa bifigurer inte blivit helt konsekventa. Dessa kan därför ha olika namn i olika upplagor.
Asterix blev under 1970-talet en stor försäljningsframgång för Hemmets Journals Förlag och kom regelbundet i nya upplagor. Sammanlagt har alla de första tio albumen kommit i 4–6 upplagor, medan albumen 11–28 tryckts om åtminstone en gång. Album 29 och senare har endast tryckts i en upplaga. Samtidigt nytrycktes alla de hittillsvarande albumen i de två samlingsutgivningarna av serien; 1985–1986 kom album 1–27 i sju tjocka volymer, och 2001–2006 kom album 1–33 i 13 volymer.
Asterix var under 1970-talet en av de nya storsäljande fransk-belgiska serierna på den nya svenska albummarknaden, med sexsiffriga upplagor. På senare år har dock upplagorna och försäljningen sjunkit, i takt med glesnande Asterix-utgivning och ett minskat svenskt förlagsfokus på franska-belgiska albumserier. Detta står i kontrast mot den fortsatt mycket stora populariteten för Asterix på de franska och tyska seriemarknaderna, där miljon- eller mångmiljonupplagor fortfarande är vardagen.
Svenska översättare:
- Björn Ragnarsson [3–4] (1970–71, Hemmets Journals Förlag)
- Ingrid Emond [1–34] (1971–2009, Hemmets Journals Förlag/Serieförlaget/Egmont Kärnan; inklusive nyöversättningar av ovanstående)
- Rebecca Alsberg [25] (1980, Bonniers Juniorförlag)
- Per A.J. Andersson [35–37] (2013–17, Egmont Kids Media Nordic; plus nyöversättning vid nyutgivning med ny färgläggning 2015 av Asterix och hans tappra galler + Gudarnas hemvist )
- Carin Bartosch Edström [38–40] (2019–, Egmont)[14]

### Övriga medier

#### Filmer
Flera av Asterix äventyr har filmatiserats:
1. 1967 - Asterix och hans tappra galler (Astérix le Gaulois) (tecknad film)
2. 1968 - Asterix och Kleopatra (Astérix et Cléopâtre) (tecknad film)
3. 1976 - Asterix 12 stordåd (Les douze travaux d'Astérix) (tecknad film)
4. 1985 - Asterix – gallernas hjälte (Astérix et la surprise de César) (tecknad film)
5. 1986 - Asterix och britterna (Astérix chez les Bretons) (tecknad film)
6. 1989 - Asterix – bautastenssmällen (Astérix et le coup du menhir) (tecknad film)
7. 1994 - Asterix i Amerika (På tyska: Asterix in Amerika) (tecknad film; producerad i Tyskland)
8. 1999 - Asterix och Obelix möter Caesar (Astérix et Obélix contre César) (spelfilm)
9. 2002 - Asterix & Obelix: Uppdrag Kleopatra (Astérix & Obélix: Mission Cléopâtre) (spelfilm)
10. 2006 - Asterix och vikingarna (Astérix et les Vikings) (tecknad film)
11. 2007 - Asterix på olympiaden (Astérix aux jeux olympiques) (spelfilm)
12. 2012 - Asterix & Obelix och britterna (Astérix et Obélix : Au service de sa majesté) (spelfilm)
13. 2014 - Asterix – Gudarnas hemvist (Astérix - Le Domaine des dieux) (datoranimerad film)
14. 2019 - Asterix: Den magiska drycken (Astérix : Le Secret du potion magique) (datoranimerad film)
15. 2023 - Asterix & Obelix: I drakens rike (Astérix et Obélix : l'Empire du milieu) (spelfilm)

Asterix svenska röst
Asterix svenska röst har i filmerna gjorts av följande skådespelare:
- Bert-Åke Varg
  - Asterix och hans tappra galler
  - Asterix och Kleopatra
  - Asterix 12 stordåd
  - Asterix och britterna
  - Asterix – bautastenssmällen
- Bo Maniette
  - Asterix – gallernas hjälte
- Håkan Mohede
  - Asterix i Amerika
- Reine Brynolfsson
  - Asterix och vikingarna
- Tomas Bolme
  - Asterix och Obelix möter Caesar
  - Asterix & Obelix: Uppdrag Kleopatra
  - Asterix – Gudarnas hemvist
  - Asterix: Den magiska drycken
- Fredrik Hiller
  - Asterix på olympiaden
  - Asterix & Obelix och britterna
- Kim Sulocki
  - Asterix & Obelix: I drakens rike

#### Datorspel
- Asterix (Master System, Playstation, SNES)
- Asterix and the Great Rescue (Sega Genesis, Mega Drive, Master System, Sega Game Gear)
- Asterix and the Power of the Gods (Mega Drive)
- Asterix and Obelix (SNES, Game Boy, Game Boy Color)
- Asterix and Obelix Take on Caesar (Playstation, Microsoft Windows)
- Asterix: Galenskap i kvadrat (Playstation, Microsoft Windows)
- Asterix: Galliska kriget (Playstation)
- Asterix: Search For Dogmatix (Game Boy Color)
- Asterix and Obelix: Bash Them All (Game Boy Advance)
- Asterix & Obelix XXL (Game Boy Advance, Playstation 2 och Nintendo Gamecube)
- Asterix & Obelix XXL 2 (Microsoft Windows, Playstation 2, Playstation Portable, Nintendo DS, Xbox One[15])
- Asterix and Obelix (bana i datorspelet Warcraft 3)[källa behövs]
- Asterix & Obelix XXL 3

## Asterix i kulturen

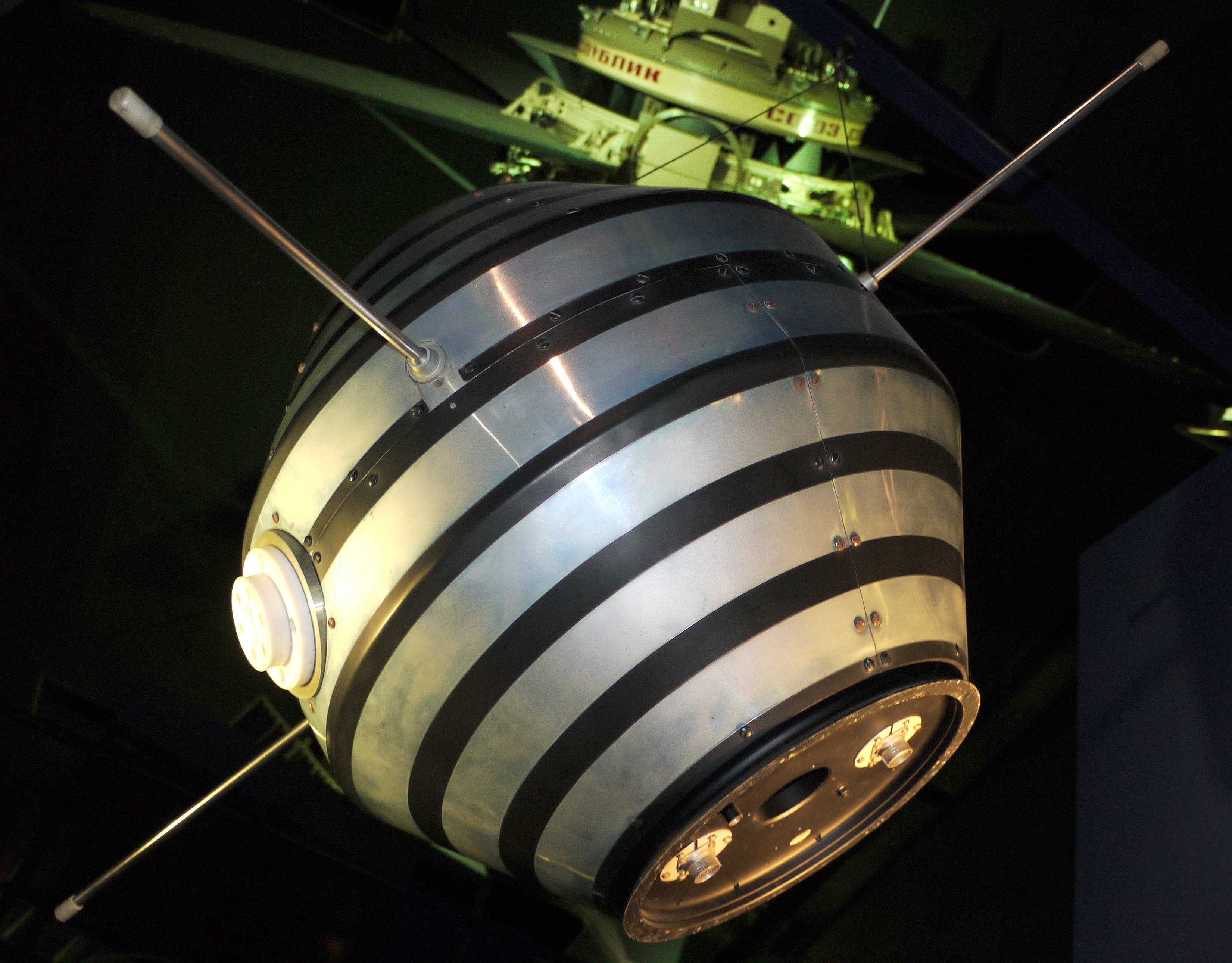
1965 nådde serien Asterix popularitet nya höjder. Bland annat kom den att få ge namn åt Frankrikes första rymdsatellit, som sköts upp i november samma år.

### Inom olika medier
- I avsnittet "Husbands and Knives" av den tecknade TV-serien Simpsons besöker Lisa Simpson en ny affär där Tintin och Asterix står i en hylla med seriealbum.

### Satelliter
Den första franska satelliten sköts upp i rymden 26 november 1965, som del i den pågående rymdkapplöpningen. Frankrike blev därmed tredje land som av egen kraft placerat föremål i rymden. Satelliten, 42 kg tung, gavs ursprungligen namnet A-1. Den allt mer populära franska serien – succén med Astérix et Cléopâtre under 1965 bidrog till att de kommande albumen snart såldes i miljonupplagor – med sin typiskt franska karaktär, bidrog till att satellitens smeknamn Astérix även kom att bli officiellt namn.
När det europeiska rymdprogrammet 24 december 1979 sköt upp sin första satellit i rymden, hade denna officiellt namnet CAT-1 (Capsule Ariane Technologique). Men den 1 600 kg tunga tingesten gavs snart smeknamnet Obélix.

### Parc Astérix
Våren 1989 öppnades en nöjespark tillägnad Asterix och hans galler i Plailly, 30 km norr om Paris. Parc Astérix är en av de mest välbesökta i sitt slag i Frankrike och tog 2023 emot 2 800 000 besökare.

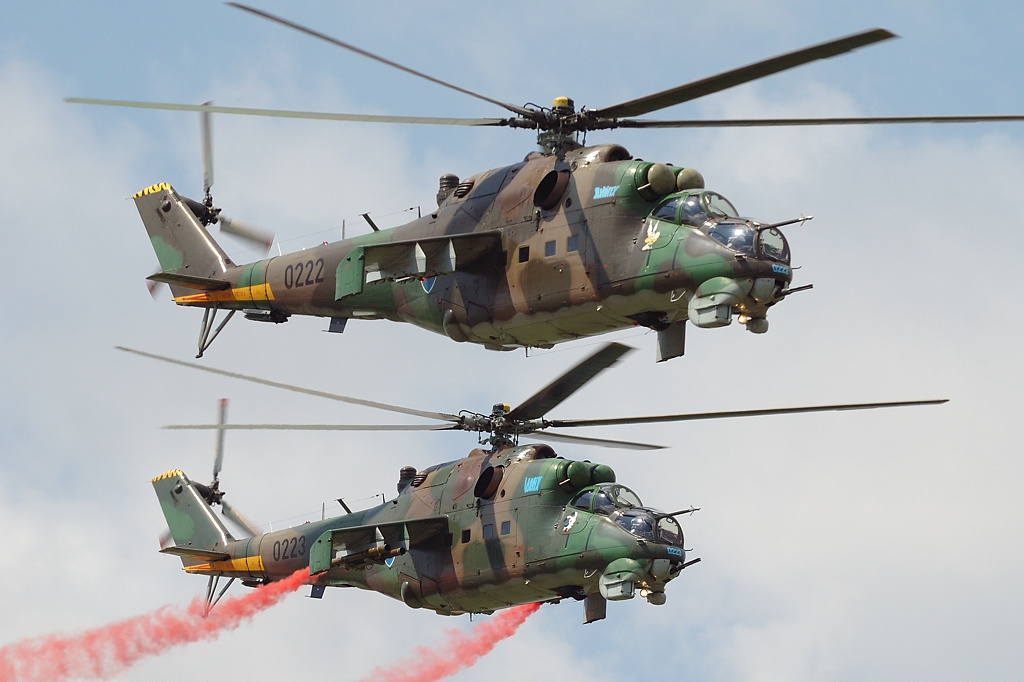
Asterix är känd långt utanför serievärlden. Här är slovakiska militärens helikoptrar nummer 0222 ("Asterix") och 0223 ("Idefix").